# Quartet de corda núm. 10 (Beethoven)
El Quartet de corda núm. 10, en mi bemoll major, op. 74, de Ludwig van Beethoven, fou publicat el 1809. També és conegut com el Harfenquartett ("Quartet de les arpes").
Beethoven el va dedicar al príncep Ferdinand Lobkowitz. Com que Beethoven ja era famós a Europa per obres com la Simfonia núm. 5 en do menor, la Simfonia núm. 6 en fa major ("Pastoral") i el Concert per a piano núm. 5 ("Emperador"), en comparació, la concepció més senzilla dels Quartets de corda «Razumovski» o d'aquest Quartet de corda núm. 10 suggereixen que Beethoven es dirigia en aquestes peces de cambra a un públic de concerts predominantment burgès.

## El sobrenom
Com succeeix amb els sobrenoms de moltes de les obres de Beethoven, aquest quartet no va ser batejat per l'artista, sinó pel seu editor quan el va publicar el 1809. La denominació “de les arpes” es refereix a les seccions en pizzicato de l'Allegro del primer moviment, en el qual dos membres del quartet alternen notes en arpegi, evocant la sonoritat d'una arpa.

## Anàlisi formal dels moviments

### I.Poco adagio – Allegro
Aquest moviment és en la forma sonata. Aquest és l'únic moviment en la forma sonata dins d'aquest quartet. En Beethoven, aquest fet només es repeteix en el Quartet de corda núm. 14, op. 131, en aquest cas, en el moviment final.
- Introducció
- Exposició (compassos 25-77)

- Primera àrea tonal, en mi bemoll (compassos 1-29).
- Pizzicati. Transició a la segona àrea tonal.
- Segona àrea tonal, en si bemoll major (compassos 52-69)

- Tancament (compassos 70-77)

D'acord amb la tradició, hi ha una repetició d'aquesta exposició curta.
- Desenvolupament (compassos 78-139)
- Recapitulació (compassos 140-205)
- Coda (compassos 206-262)

Aquesta coda, bastant llarga, és una característica típica de Beethoven.
Segons el musicòleg Peter Schleuning, el solo de violí de la coda s'inspira en el moviment final del Concert de Brandenburg núm. 4 de Johann Sebastian Bach.
Aquest primer moviment dura gairebé 10 minuts, i és un dels millors exemples de l'ús de la tensió musical per part de Beethoven. Els motius principals de l'Allegro són la melodia lírica que apareix al principi, i els arpegis del pizzicato tocats per dos instruments que s'acompanyen repetint les octaves, (en corxeres), interpretades pels altres dos. Al principi, aquests dos temes es presenten temàticament i sense una relació rítmica. És només després de cinquanta compassos quan l'oient descobreix que el veritable propòsit de Beethoven és que siguin tocats simultàniament, com una acció esquizofrènica del violí i generar el clímax del moviment.

### II. Adagio ma non troppo
És un rondó i està definit per modulacions suaus. La frase conté tres seccions de 23 compassos, cadascun amb el tema principal; aquestes seccions s'alternen amb dos interludis. La frase varia tres vegades, i en la darrera torna a aparèixer el recurs del pizzicato del primer moviment.
La curta introducció de l'Adagio (24 compassos), temàticament, no s'integra de manera sòlida amb la resta del moviment; compleix una funció similar a la introducció del primer moviment del Quartet núm. 9, op. 59 núm. 3.

### III: Presto
Aquest moviment és un Scherzo.
- Scherzo en do menor (compassos 1-76)
- Trio en do major (compassos 77-169)
- Scherzo (compassos 170-245)
- Trio (compassos 246-338)
- Scherzo (compassos 339-467)

En do major, en aquest moviment Beethoven parodia exemples de contrapunt massa rígids.

### IV.Allegretto con Variazioni
Retorn a la tonalitat de mi bemoll major. Aquest és un tema i variacions ornamentals, seguint la forma habitual. La coda comença en el compàs 142.